# Абу-ль-Касим аль-Фараби
Абу́-л-Ка́сим ал-Фара́би (араб. أبو القاسم محمود بن أحمد عماد الدين الفارابي‎, Абу-л-Касим Махмуд ибн Ахмед Имад ад-дин ал-Фараби (ал-Фарйаби), 1130, Отрар — 1210, Бухара) — арабоязычный мыслитель, учёный и писатель из Средней Азии.

## Биография
Родился в Отраре, здесь же получил начальное образование. Продолжил учёбу в городах Яссы, Шаш, Самарканд, Бухара. Имел глубокие познания в философии, логике, истории, астрономии и географии. Его учеником был Абд ас-Саттар аль-Кардари.
До наших дней дошли труды аль-Фараби «Виды науки», «Чистая правда», «Образцы назидания». Некоторые рукописи хранятся в библиотеках Индии, Турции, Ватикана, Узбекистана и России. Афористическое произведение «Чистая правда» (араб. خلاصة الحقائق‎) рассказывает о религиозных учениях, призывает к нравственности, духовной чистоте и честности. Своими мыслями, идеями перекликается с сочинением «„Дивани хикмат“» («Сборник мудрых высказываний») Ходжа Ахмета Яссауи и «Кутадгу билиг» («Благодатное знание») Юсуфа Баласагуни.
Абу-ль-Касим аль-Фараби умер 5 числа месяца джумада аль-уля 607 года хиджры (25 октября 1210) и был похоронен на кладбище Садров (макбарат ас-судур) в Бухаре.